# جوزيبي فيلا جونيور
جوزيبي فيلا جونيور هو لاعب كرة قدم برازيلي في مركز الوسط، ولد في 28 سبتمبر 1977 في كوريتيبا في البرازيل. لعب مع نادي فيروفياريا ونادي لاريسا ونادي موجي ميريم.

## وصلات خارجية
- جوزيبي فيلا جونيور على موقع قاعدة بيانات كرة القدم.إي يو (الإنجليزية)
- جوزيبي فيلا جونيور على موقع Soccerway.com (الإنجليزية)